# Trigga
Trigga è il sesto album discografico in studio del cantante R&B statunitense Trey Songz, pubblicato nel luglio 2014.
Il disco ha riscontrato un buon successo sia commerciale che tra la critica, divenendo uno dei lavori meglio riconosciuti del cantante assieme a Ready.
Del disco ne è stata pubblicata una ristampa chiamata Trigga Reloaded l'anno successivo dalla pubblicazione del disco originale, contenente 5 nuovi brani, da cui sono stati estratti i singoli Slow Motion e About You.

## Il disco
Il disco presenta brani con un cantato R&B unito a produzioni hip-hop con bassi pesanti, sempre avendo episodi di classiche slowjam R&B e soul. I temi trattati nel disco rispecchiano lo status symbol hip-hop del thug lovin con testi che si focalizzano sul sesso libero e sul tradimento.

## Ricezione della critica
Il disco è stato ricevuto molto bene dalla critica musicale, che ne ha lodato le produzioni da club, le performance vocali di Songz e l'attitudine mascolina hip-hop alternata al cantato R&B con testi a sfondo sessuale, definiti "seducenti in modo riuscito" dal critico Anupa Mistry di Spin, che lo ha paragonato a lavori di Chris Brown ed R. Kelly. Andy Kellman di AllMusic ha definito il disco come il miglior lavoro del cantante, definendolo "uno dei migliori album R&B commerciali della sua era", dicendo che la performance vocale di Songz e la melodicità del disco ne sono i punti di forza.

## Tracce
1. Cake – 4:45
2. Foreign – 4:08
3. Na Na – 3:51
4. Touchin, Lovin (feat. Nicki Minaj) – 3:41
5. Disrespectful (feat. Mila J) – 3:57
6. Dead Wrong (feat. Ty Dolla $ign) – 3:48
7. All We Do – 4:27
8. Foreign (Remix) (feat. Justin Bieber) – 4:34
9. Late Night (feat. Juicy J) – 5:08
10. SmartPhones – 3:52
11. Yes, No, Maybe – 5:19
12. Y.A.S. (You Ain't Shit) – 6:06
13. Change Your Mind – 3:42

## Classifiche
| Classifica (2014)         | Posizione raggiunta |
| ------------------------- | ------------------- |
| Stati Uniti Billboard 200 | 1                   |